# Hôtel Charlemagne
L'hôtel Charlemagne est un hôtel particulier du XVIIe siècle situé sur la place des Victoires, à Paris.

## Localisation
L'hôtel Charlemagne est situé dans le 1er arrondissement de Paris, au 1 place des Victoires. Il se trouve sur le côté sud de la place, bordé à l'ouest par la rue Catinat et à l'est par l'hôtel de Montplanque.

## Historique
L'hôtel date de la fin du XVIIe siècle.
L'édifice est classé au titre des monuments historiques en 1967.